# 즈엉타인
즈엉타인(Dương Thanh, ? ~ 820)은 제3차 중국의 베트남 지배 시기에 봉기를 일으켜 당나라의 통치에 저항한 지도자이다.